# 金貴
金貴（1936年—1991年2月18日），原名周朝鏗，是香港資深配音員、播音員及廣播劇監製。1959年起服務香港商業電台。1980年代為港產電影的配音員及領班，他經常為電影配音，是麥嘉、林正英、午馬、成奎安、許英秀、馮敬文的指定配音員，麥嘉還十分欣賞他的台山話。由於其聲音比較低沉，故非常適合配演長者角色，著名的有在1980年代老夫子卡通配演的老夫子及最佳拍檔的光頭神探。其兄為商業電台播音員金剛，妻子為商台演員馬淑逑。1991年2月18日逝世，終年55歲。

## 動畫
- 老夫子《七彩卡通老夫子》
- 老夫子《七彩卡通老夫子：水虎傳》
- 老夫子《山T老夫子》
- 爸爸  《老鼠也移民》

## 電影
- 龐大虎（許冠文 飾演）《大軍閥》
- 范先生（大師兄）（田豐 飾演）《精武門》
- 韓先生（石堅 飾演）《龍爭虎鬥》
- 士的文（曉奧勃連 飾演）《死亡遊戲》
- 契爺（俞明 飾演）《發錢寒》
- 竹織鴨（曾楚霖 飾演）《錢作怪》
- 大醉俠（午馬 飾演）《滑稽時代》
- 花千樹（田豐 飾演）《名劍》
- 陸老三（田豐 飾演）、馬先生（司馬華龍 飾演）《隻手遮天》
- 警務廳廳長溫仁賓（午馬 飾演）《歡樂神仙窩》
- 漢叔 （詹森 飾演）《凶榜》
- 考牌官 （馮峰 飾演）《摩登保鑣》
- 二叔公（林正英 飾演）《人嚇人》
- 蔡日東（關海山 飾演）、九叔 （許英秀  飾演）《殺出西營盤》
- 陳超（田俊 飾演）、資方代表（黃新 飾演）《奇謀妙計五福星》
- Albert Au（麥嘉 飾演）、貴利炳（馮敬文 飾演）《難兄難弟》
- 光頭神探區瑞強（麥嘉  飾演）《最佳拍檔》
- 光頭神探區瑞強（麥嘉 飾演）《最佳拍檔大顯神通》
- 鬼王（劉一帆 飾演）、算命佬（周吉 飾演）《小生怕怕》
- 羅億萬（王青 飾演）《少爺威威》
- 大喪（成奎安 飾演）《摩登衙門》
- 管家（午馬 飾演）《空心大少爺》
- 廣島太郎（徐克 飾演）《我愛夜來香》
- 光頭神探區瑞強（麥嘉  飾演）《最佳拍檔之女皇密令》
- 聲叔 （林正英 飾演）《人嚇鬼》
- 傻沙展（成奎安 飾演）《拖錯車》
- 夏正毅（陳龍 飾演）《神勇雙響炮》
- 麥尚（麥嘉 飾演）《聖誕快樂》
- 飛天蠄蟧（林正英 飾演）《雙龍出海》
- 醉道人 （袁祥仁 飾演） 《鬼馬天師》
- 廖仁謀 （午馬 飾演）《等待黎明》
- 陳小明探長（吳耀漢 飾演）《上天救命》
- 清涼寺主持  （高飛 飾演）《五郎八卦棍》
- 小彬彬（温兆宇飾演）、美玲（陳雅嫻飾演）的外公（石天飾演）《全家福》
- 三哥（林正英 飾演）、陳百萬（楊斯 飾演）《福星高照》
- 何明 （強漢 飾演）、七叔（詹森 飾演）、旁白《江湖了斷》
- 九叔（林正英 飾演）《殭屍先生》
- 茶餐廳老闆（午馬 飾演）《龍的心》
- 德叔 （金天柱 飾演）、三叔公（黃拔景 飾演）、警司（Ken Boyle）《尖東梟雄》
- 殺手（鍾發 飾演）、降頭師（午馬 飾演）《夏日福星》
- 大眼哥（袁和平 飾演）、金山阿伯（葉夏利 飾演）《情逢敵手》
- 董事長（鮑漢琳 飾演）《打工皇帝》
- 吳貴德父親（林正英 飾演）、戲劇演員（午馬 飾演）《時來運轉》
- 積遜吉（成奎安 飾演）《何必有我》
- 銀行劫匪（午馬 飾演）《智勇三寶》
- 老關 （劉兆銘 飾演） 《法外情》
- 陳菲臘（高飛 飾演）、霍校監（葉夏利 飾演）《鬼馬飛人》
- 老鬼（午馬 飾演）《雙龍吐珠》
- 王炳棠（田俊 飾演）、貴利財（馮敬文 飾演）《神勇雙響炮續集》
- 警方卧底小桃紅（午馬 飾演）《奪寶計上計》
- 林醫生（林正英  飾演）《殭屍家族》
- 光頭神探區瑞強（麥嘉  飾演）、列根（聶安達 飾演）《最佳福星》
- 光頭神探區瑞強（麥嘉  飾演）《最佳拍檔之千里救差婆》
- 老馬（午馬 飾演）《表哥到》
- 李彪 （成奎安 飾演）《義本無言》
- 龍四（石天 飾演）《英雄本色2》
- 廚房忠 （陳劍雲 飾演）、慧清 （黃鑑波 飾演）《猛鬼差館》
- 屈原（成奎安 飾演）、叔公（許英秀  飾演）《最佳損友》
- 屈原（成奎安 飾演）、叔公（許英秀 飾演）、霍氏企業職員（黃新 飾演）《最佳損友闖情關》
- 車大炮（麥嘉 飾演）《橫財三千萬》
- 刁生/阿敏父親（黃新 飾演）、董仕掌/董董父親（王天林 飾演）《精裝追女仔》
- 燕赤霞（午馬 飾演）《倩女幽魂》
- Mark哥（成奎安 飾演）《開心勿語》
- 阿Sir/發達台董事長（許英秀 飾演）、大咪（何家駒 飾演）《精裝追女仔Ⅱ》
- 五叔公（午馬 飾演）《肥貓流浪記》
- 燕赤霞（午馬 飾演）《畫中仙》
- 一休大師 （午馬 飾演）《殭屍叔叔》
- 馬叔 （午馬 飾演）  《神探父子兵》
- 魯賢 （午馬 飾演）  《鬼掹腳》
- 貓叔（葉夏利 飾演）《爛賭英雄》
- 蚊叔（許英秀 飾演）《求愛敢死隊》
- 阿Man （成奎安 飾演）《大話神探》
- 鍾叔 （谷峰 飾演）《江湖接班人 》
- 九叔（林正英  飾演）《靈幻先生》
- 華心武（元華 飾演）《飛龍猛將》
- 劉經理（午馬 飾演）、馬友（林聰 飾演）《火舞風雲》
- 游江南（黃霑 飾演）《長短腳之戀》
- 畢文占 （黃霑 飾演）《老虎出更》
- 盲公陳 （黃拔景 飾演）、張三   （林輝煌 飾演）《撞邪先生》
- 曹警司（曹達華  飾演）《福星闖江湖》
- 鄧三（梁普智  飾演）《補鑊英雄》
- 李伯 （谷峰 飾演） 《伴我闖天涯》
- 金魚佬 （吳孟達 飾演）、銀行經理（占占士 飾演）、何生 《富貴再三逼人》
- 光頭神探區瑞強（麥嘉  飾演）《新最佳拍檔》
- Joseph（成奎安 飾演）《最佳男朋友》
- 余南/小雲父親（陳有后 飾演）、華哥（米奇 飾演）、首飾店老闆（凌禮文 飾演）《奸人本色》
- 馬後炮（午馬 飾演）《火燭鬼》
- 黑心鬼（午馬 飾演） 《黑心鬼》
- 方師傅 （孫越 飾演）《群龍戲鳳》
- 阿達 （吳孟達 飾演）《殺手天使》
- 助理署長 （方剛 飾演）《傲氣雄鷹》
- 順風堂堂主劉正風（午馬 飾演） 《笑傲江湖》
- 黃探長 （午馬 飾演）《西環的故事》
- 風叔（林正英 飾演）《驅魔警察》
- Nikolas Van Helsing(Jack Elam飾演)、Sheik Abdul ben Falafel(Jamie Farr飾演)《炮彈飛車》
- Irving Walsh（Keith Walker 飾演）、 Elgin Perkins（Curt Hanson 飾演）、 監獄警衛（George Robotham 飾演）、 治安官（Paul Tuerpe 飾演） 《小靈精》

## 電台廣播劇
- 程公、煙屎澤《十八樓C座》
- 李三腳《遊戲人間》
- 黃岳《財來自有方》
- 總管《年晚錢》
- 「衛斯理」系列
- 大哥寶《兩傻福星》
- 岳老爺、丁探長《亡命奇兵》
- 江老大 《師奶出馬》
- 羅Sir 《百密一疏》
- 法醫官David 《香港檔案－竈底藏屍》
- 康家威《親嗲哋》

以及多個怪談單元劇

## 電視劇集
- 水雲道人《碧血劍 (1977年電視劇)》

## 外部連結
- 金貴在互联网电影资料库（IMDb）上的資料（英文）